# Leopold I al Sfântului Imperiu Roman
Leopold I (n. 9 iunie 1640, Viena, Monarhia Habsburgică – d. 5 mai 1705, Viena, Monarhia Habsburgică) aparținând Casei de Habsburg a fost împărat al Sfântului Imperiu Roman între 1658–1705. A fost de asemenea rege al Ungariei, Boemiei, Croației etc.
Leopold este cunoscut de asemenea și pentru conflictele sale cu Franța, pentru Războiul de nouă ani și Războiul Spaniol de Succesiune. În acesta din urmă, el a sperat să pună în aplicare Tratatul celei de-a doua partiții, care dădea scaunul de domnie al Regatului Spaniei fiului său, Arhiducele Carol. Leopold a condus războiul extrem de bine, monarhia habsburgică obținând victorii decisive la Schellenberg și Blenheim. Ulterior morții sale, survenită în 1705, tronul a revenit fiului său cel mai mare, Iosif I, Împărat al Sfântului Imperiu Roman.

## Originea și studiile
A fost al doilea fiu al împăratului Ferdinand al III-lea și al Mariei Anna de Spania (fiica lui Filip al III-lea al Spaniei și a Margaretei de Austria).
A fost bunicul împărătesei Maria Terezia.
A fost educat și format pentru a urma o carieră bisericească, dar în urma decesului fratelui său mai mare, a devenit moștenitor al tronului.

## Cariera politică
În 1655 a fost ales rege al Ungariei, în 1656 rege al Boemiei, în 1657 rege al Croației și în iulie 1658, la mai mult de un an de la decesul tatălui său, a fost ales împărat romano-german la Frankfurt, în ciuda intrigilor cardinalului francez Jules Mazarin care dorea să îl impună pe tronul imperial pe Ferdinand Maria, prinț elector de Bavaria, pentru a opri ascensiunea Habsburgilor.

## Politica ecleziastică
Împăratul Leopold I a acordat privilegii deopotrivă creștinilor uniți cu Roma (așa numitele diplome leopoldine), cât și ortodocșilor. Aceștia din urmă au primit dreptul de liberă alegere a mitropolitului, precum și dreptul de a avea mai multe episcopii. În baza așa numitelor privilegii ilirice emigranții sârbi în frunte cu patriarhul Arsenie al III-lea Crnojevic au părăsit teritoriul aflat sub stăpânire otomană și s-au așezat în ținutul Sirmiei (Srem), administrat de austrieci. Pe baza privilegiilor leopoldine sediul mitropoliei ortodocșilor sârbi a fost mutat anul 1713 de la Krusedol la Carloviț.